# ピラン
ピラン（スロベニア語: Piran）またはピラーノ（イタリア語: Pirano）は、スロベニア南西部のピラン湾やトリエステ湾に面した町で、スロベニア領のイストリア半島では3つの著名な町の中の一つである。町には中世の建築物や文化的な遺産が豊富に残っており大規模な野外博物館のようになっている。細い通りには小さな家々が建ち並び、その魅力から多くの人を惹き付けている。ピランはこの地域の行政的な中心で、スロベニアの一大観光地でもある。

## 歴史

### 古代
ローマ時代以前、ピランの丘にはイリュリア人の一部族ヒストリ族が居住しており農耕や狩猟、漁業などを営んで暮らしていた。彼らはまた、海賊なども行いアドリア海北部のローマ人の交易を混乱させた。紀元前178年、177年にピラン半島はローマ帝国の版図に組み込まれローマ人のヴィラ (en) が建つようになった。ローマ帝国が衰退してきた5世紀頃になると、アヴァールやスラヴ人などが侵入するようになりローマ人たちは簡単に防御出来る島や半島などへの引き下がって行った。

### 中世
都市化が始まったのは7世紀に入り東ローマ帝国の支配が始まってからで、ピランは強固な要塞化が行われた。それにもかかわらず、788年にフランク人に占領されスラヴ人がこの地域に住むようになった。952年、ピランは神聖ローマ帝国の一部となる。初期の信頼出来る記録によれば、7世紀にラヴェンナのある聖職者がこの地域でコスモグラフィを完成させている。ピランの地名はイストラ沿岸のローマの町、ピラノン（ギリシャ語: Πιράνον, ラテン文字転写: Piranon）から来ているとされている。
1209年にはイストリアの辺境伯パトリアーシ（patriarh）の領有となる。9世紀以来、時折町はヴェネツィア共和国の強い影響を受けていたが独自の自治や法、都市開発など独立性を維持していたが1274年に法を受け入れ、1283年にはヴェツィア共和国の支配下に入り、ナポレオン・ボナパルトに降伏する1797年までその状態は続いた。

### 近現代から現代まで
1812年2月22日にピラン近くの海域でイギリスとフランスの戦列艦との間でピラーノの海戦が起こった。これはナポレオン戦争におけるアドリア海戦の小規模な衝突であった。フランスのテメレール級戦列艦であったRivoliはその当時、ヴェネツィアで建造されたばかりであった。フランスの海軍当局はアドリア海での海軍力補強しその先の戦勝を意図していた。戦闘の結果はイギリス側の勝利で終わり、2月半ばにヴェネツィアの港は封鎖されフランスは敗北を喫している。この海戦は現在、スロベニアの領海となっている海域で起こった海戦では唯一のものであった。オーストリア＝ハンガリー帝国治世下の1909年10月24日に公共交通機関としてのトロリーバスがバルカン半島の国の中では最初に導入されている。町の当局が購入した5台のトロリーバスはダイムラー・モトーレン・ゲゼルシャフト製 (en) で、町の中央広場であるタルティーニ広場 (en) から沿岸を通り造船所があるポルトロージュ (en) やルツィヤ (en) を結んでいた。1912年にトロリーバスは路面電車に置き換えられ、路面電車は1953年までトロリーバスと同じルートを走っていた。
2010年10月24日にヨーロッパの旧社会主義の国々の中では初めてスロベニアで黒人の市長が誕生した。1970年代後半にガーナから来た医師のペーター・ボッスマン (en) はピランの市長に当選している。彼は公式には2010年11月12日よりトマツ・ガンターの後を継いで最初の本会議に臨んでいる。ボッスマンはスロベニア社会民主党より選出されていた。

## 文化・教育
ピランは作曲家でヴァイオリニストのジュゼッペ・タルティーニの生誕地でピランでは文化的に大きな役割を果たしている。タルティーニ広場(スロベニア語: Tartinijev trg、イタリア語:  Piazza Tartini）の名称はジュゼッペ・タルティーニの名前にちなんでいる。1892年にタルティーニの生誕200周年を記念しタルティーニの名誉を記念しモニュメントを作ることを決めた。ヴェネツィアの著名な彫刻家アントニオ・ダル・ゾットに依頼し像が造られ1896年に据え付けられた。ピランは現在、欧州・地中海大学 (en) の本部がある。この大学は2008年に設立され新たな研究領域として欧州・地中海に関する高等教育・科学研究領域の創設を目指している。

## 地勢
ピランはピラン半島の先端に位置する町でピラン湾に面している。クロアチアとは南側の国境で接し、イゾラとコペルの自治体と接する。東側はトリエステ湾とアドリア海を介しイタリアと接している。最高地点はバレトヴェツ・プリ・パドニで標高289mである。
町の東側は北側の海岸線に沿ってフィエサ (en) など旅行者用の休暇地がある。ピランとフィエサはビーチに沿った遊歩道で結ばれている。ピランは温暖湿潤気候で暖かい夏と寒く冷たい雨の降る冬がやって来る。雪は年3回程度で降雪も微量である。年間22日程度は30℃を超え、冬は0℃以下になることはない。霧は年間4日程度冬に発生し、これに降雨が気候を特徴付けている。

## 人口

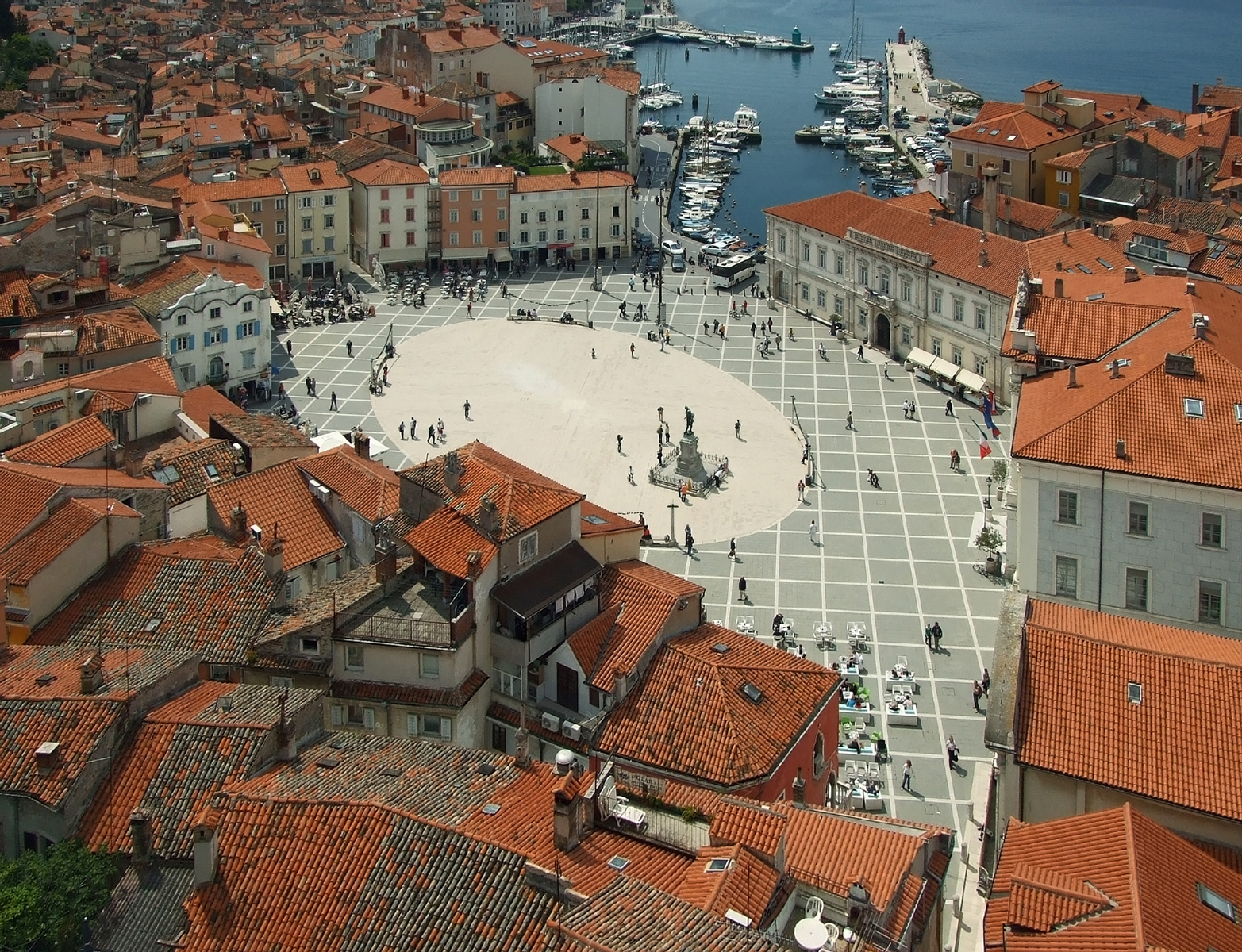
タルティーニ広場

ピランの人口は2002年現在、自治体全体で16,758人、市街で4,576人であった。ピランではイタリア語、スロベニア語の両方が公式言語となっている。1910年、当時のオーストリア当局が行った話者の統計によれば町の人口の95.97%はイタリア系が占め、スロベニア系は0.09%であった。周辺部の地区ではスロベニア系とイタリア系が混合して住んでいる地区（Sveti Peter,Padna）やイタリア系がほとんどを占める地区（Sečovlje,Seča）もある。1945年には5,035人の市民のうち91,32%がイタリア系で8.54%がスロベニア系であった。1956年には3,574人のうちスロベニア系が67.6%、イタリア系は15.5%と割合が逆転している。第二次世界大戦の終結によって、ユーゴスラビア社会主義連邦共和国が成立するとイタリア系住民のイタリアへの流出が進み代わりにスロベニア系の定住が進んだ。

## みどころ
ピランはヴェネツィア共和国とオーストリア＝ハンガリー帝国から強い影響を受けておりそれらはスロベニア内陸部とは大きく異なっている。ピラン城壁 (en) はオスマン帝国の侵入から町を守るために造られ、町の多くの箇所ではそれぞれ違った年代に造られたものが残っており、観光客にとっては重要な呼び物となっている。町の中心のタルティーニ広場周辺の建物も価値が高いもので、タルティーニハウスは1384年に初めて言及され自治体の公邸として町では古い建物一つである。丘の上には一番大きく重要な教会である聖ゲオルギオス教会（Cerkev sv. Jurija, 聖ユーリ教会）と近くにフランシスコ会修道院がある。

## 姉妹都市
| - アックアラーニャ, イタリア ( 2003) - アクイレイア, イタリア ( 1977) - ビウグン, ノルウェー (1985) - カステル・ゴッフレード, イタリア ( 1993) |  | - インディアナポリス, アメリカ ( 2001) - ワンツト, ポーランド - ケストヘイ, ハンガリー ( 1998) - オフリド, マケドニア共和国 (1981) |  | - ヴァレッタ, マルタ (2002) - ヴェネツィア, イタリア (2001) - ヴィス, クロアチア (1973) |